# Cabril (Pampilhosa da Serra)
Cabril is een plaats (freguesia) in de Portugese gemeente Pampilhosa da Serra en telt 309 inwoners (2001).